# NGC 4628
NGC 4628 في الفهرس العام الجديد، هي مجرة، تقع في كوكبة العذراء. اكتشفت في 20 مارس 1789 بواسطة ويليام هيرشل.

## روابط خارجية
- NGC 4628 على موقع ويكي سكاي: DSS2, SDSS, GALEX, IRAS, Hydrogen α, X-Ray, Astrophoto, Sky Map, Articles and images